# Dolor psicogénico
El dolor psicogénico, dolor funcional, o dolor psicógeno, es un dolor que «no resulta de una estimulación nociceptiva ni de una alteración neuronal, sino de causa psíquica» o de la «intensificación psicógena de un dolor orgánico». El dolor psicogénico es real y requiere tratamiento psiquiátrico de la causa subyacente.
Pese a que el daño tisular puede existir o haber estado presente, el «problema central es la amplificación y distorsión» que el estado psicológico ocasiona. Las cefaleas, mialgias y el dolor de espalda son los dolores psicogénicos más comunes.
El DSM-IV emplea el concepto de «trastorno por dolor», un tipo de trastorno somatomorfo, en el que se observa la presencia de dolor «como objeto predominante de atención clínica» y se considera que los factores psicológicos juegan un papel importante en su «inicio, gravedad, exacerbación o persistencia». Por su parte, la CIE-10, lo clasifica como «trastorno de dolor persistente somatomorfo» y lo define como un «dolor persistente, grave y angustiante», no explicado por procesos fisiológicos o trastornos físicos y «que se produce en asociación con conflictos emocionales o con problemas psicosociales».
Comúnmente, quienes padecen esta condición son estigmatizados, ya que se considera es irreal. En este sentido, la definición de dolor de la Asociación Internacional para el Estudio del Dolor aclara que es «una sensación desagradable y experiencia emocional, asociada con un daño tisular real o potencial». Además, agrega en una nota que acompaña a la definición: «Muchas personas reportan dolor en ausencia de daño tisular o cualquier probable causa fisiopatológica; usualmente, esto sucede por razones psicológicas. [...] Si [los pacientes] consideran como dolor su experiencia y lo reportan de la misma forma que el dolor causado por daño tisular, debe ser aceptado como dolor».
Según de los Santos (2008), «el sufrimiento de estos pacientes es tan real como el provocado por lesiones anatómicas». Las personas con esta condición se distinguen de quienes simulan el dolor porque, de estos últimos, un «rasgo típico [...] es el fin utilitario directo o indirecto que tarde o temprano se pone de manifiesto». Los individuos con dolor psicógeno suelen utilizar «un lenguaje muy rico e imaginativo, con calificativos aparentemente exagerados» y discordantes con la ausencia de «signos clínicos objetivos». El dolor psicogénico puede ser agudo (breve) o crónico (que persiste por semanas, meses o años). Muestra diversos síntomas como: «malestar constante pese a tomar medicación», problemas para describir su ubicación e intensidad y dolor «no localizado que abarca grandes partes del cuerpo».
Se han planteado que el dolor puede estar causado por factores psicológicos subyacentes, como trastornos de ansiedad, trastorno bipolar o depresión, o ser un dolor ya existente pero que, por cuestiones emocionales, se intensifica. La psicoterapia, como la terapia cognitivo conductual,  puede ser útil para «identificar y corregir las creencias, actitudes y expectativas distorsionadas que pueden influir en el dolor». Asimismo, se ha planteado el uso de técnicas de relajación, hipnosis, placebos o musicoterapia. Por otro lado, puede ser necesario el tratamiento farmacológico con antidepresivos, neurolépticos o ansiolíticos.